# زلفیه شاه
زلفیه شاه (انگلیسی: Zulfia Shah؛ زادهٔ ۳۰ مهٔ ۱۹۹۹) بازیکن فوتبال اهل پاکستان است.
وی همچنین در تیم ملی فوتبال زنان پاکستان بازی کرده‌است.